# 曾壯祥
曾壮祥（1947年—），台湾导演。台灣新浪潮導演之一，生於廣東台山，長於香港。毕业于台湾大学外文系。后赴美德克薩斯州大學奧斯汀分校修英美文学和电影制作。1982年获电影硕士学位后返台。曾任中央电影公司以及汤臣电影公司导演，以及世新大学广播电影电视系、朝阳科技大学传播艺术系的专任讲师。专长为电影制作与电影方法学。目前为国立台湾艺术大学电影学系专任副教授。

## 作品
- 1985 《殺夫》
- 1984 《霧裡的笛聲》
- 1983 《兒子的大玩偶》第2段：《小琪的那頂帽子》

## 參展及得獎紀錄
- 1983 第6屆金穗獎 優等16mm劇情片《生命線》

## 外部連結
- 曾壯祥在台灣電影網上的資料（繁體中文）
- 曾壯祥在財團法人國家電影中心上的資料 （页面存档备份，存于）